# Улу-Сысы
Улу-Сысы (якут.  ) — село в Горном улусе Якутии России. Входит в состав Одунунского наслега. Население — 5 чел. (2021) .

## География
Село расположено в центральной части Якутии, в болотистой местности.
Расстояние до улусного центра — села Бердигестях — 180 км, до центра наслега с. Магарас — 100 км..

## История
В 1870 г. построена Атамайская Николаевская церковь. Пожертвовал на благое дело инородец Атамайского наслега Намского улуса Никифор Аргунов. В 1937 году Николаевская церковь была закрыта и передана общеобразовательной школе. В марте 2017 года начато поэтапное восстановление храма, которое было завершено в сентябре того же года.
Согласно Закону Республики Саха (Якутия) от 30 ноября 2004 года N 173-З N 353-III село вошло в образованное муниципальное образование Одунунский наслег.

## Население
| 2002 | 2010 | 2021 |
| ---- | ---- | ---- |
| 22   | ↘16  | ↘5   |

## Известные жители
При храме существовала церковно-приходская школа; её окончил первый из якутян доктор филологических наук Лука Никифорович Харитонов.

## Инфраструктура
- Атамайская Николаевская церковь.

## Транспорт
- Дорога местного значения.